# Bolesław Kamykowski
Bolesław Kamykowski (ur. 23 października 1927 w Lublinie, zm. 14 listopada 1993 w Warszawie) – polski scenograf i kostiumograf filmowy, malarz i pedagog.

## Życiorys
Syn Ludwika Kamykowskiego. Absolwent scenografii na Akademii Sztuk Pięknych w Krakowie (dyplom 1952). W latach 50. i 60. zajmował się scenografią teatralną. Tworzył scenografię w krakowskich teatrach: Dramatycznych (1951–1954) i im. Juliusza Słowackiego (1954–1957). Od 1955 związany z kinematografią, później współpracował też z ośrodkami telewizyjnymi w Krakowie, Łodzi i Warszawie. W latach 1982–1989 wykładał na Wydziale Radia i Telewizji Uniwersytetu Śląskiego w Katowicach, od 1989 w Studium Scenografii ASP w Krakowie. W latach 1988–1990 był głównym scenografem w ośrodku TVP Kraków.
Laureat Nagrody za scenografię do filmu Sól ziemi czarnej na Lubuskim Lecie Filmowym w Łagowie w 1970 oraz Nagrody za scenografię do filmu Zielone, minione... na Festiwalu Polskich Filmów Fabularnych w Gdańsku w 1976.
Bolesławowi Kamykowskiemu został poświęcony film dokumentalny pt. Bolesław Kamykowski. Kamyk zrealizowany w 1995 przez Dominika Kozioła.

## Odznaczenia
- Medal 10-lecia Polski Ludowej (28 stycznia 1955)[3].

## Wybrana filmografia
jako autor scenografii:
- Walet pikowy (1960)
- Nóż w wodzie (1961)
- Wielka, większa i największa (1962)
- Gdzie jest generał... (1963)
- Beata (1964)
- Bokser (1966)
- Julia, Anna, Genowefa... (1967)
- Sól ziemi czarnej (1969)
- Jak rozpętałem drugą wojnę światową (1969)
- Wakacje z duchami (1970) - serial
- Twarz anioła (1970)
- Perła w koronie (1971)
- Bolesław Śmiały (1971)
- Podróż za jeden uśmiech (1971) - serial
- Podróż za jeden uśmiech (1972)
- Czarne chmury (1973) - serial
- Pełnia nad głowami (1974)
- Biały mazur (1978)
- Wkrótce nadejdą bracia (1985)
- Tabu (1987)
- Śmierć jak kromka chleba (1994)

jako autor kostiumów:
- Król Maciuś I (1957)
- Kapelusz pana Anatola (1957)
- Ewa chce spać (1957)
- Walet pikowy (1960)